# Таміка смугаста
Та́міка смугаста (Cisticola distinctus) — вид горобцеподібних птахів родини тамікових (Cisticolidae). Мешкає в Уганді і Кенії. Деякі дослідники вважають смугасту таміку підвидом строкатоголової таміки. Вид був названий на честь британського адмірала і орнітолога Хьюберта Лайнса.

## Поширення і екологія
Смугасті таміки живуть на високогірних луках східної Уганди і центральної Кенії.